# Jean Majerus
Jean Majerus (Lussemburgo, 6 febbraio 1914 – Esch-sur-Alzette, 16 giugno 1983) è stato un ciclista su strada lussemburghese, professionista dal 1935 al 1947.

## Carriera
Professionista dal 1935 al 1947, si impose in varie corse di un giorno ma si mise particolarmente in luce nei quattro Tour de France a cui partecipò, dove riuscì ad ottenere in due edizioni consecutive, due vittorie di tappa e dove indossò per un totale di nove giorni la maglia gialla (due giorni nel 1937 e sette nel 1938). Ottenne anche un quarto posto nella prova in linea del mondiale su strada, nel 1937, a Copenaghen; a livello nazionale ottenne 2 titoli da dilettante, e un secondo e un quarto da professionista.

## Palmarès

### Strada
- 1933 (Dilettanti)

Grand Prix François-Faber
- 1934 (Dilettanti)

Campionati lussemburghesi, Prova in linea Juniores
- 1935 (Dilettanti)

Campionati lussemburghesi, Prova in linea Juniores
- 1936 (Ruche, due vittorie)

Grand Prix de la Flèche
Tour de Lorraine
- 1937 (Ruche, due vittorie)

1ª tappa Tour de France (Parigi > Lilla)
Sedan-Rethel
- 1938 (Ruche, sei vittorie)

1ª tappa Circuito dei Vosgi
Classifica generale Circuito dei Vosgi
2ª tappa Tour de France (Caen > Saint-Brieuc)
Grand Prix de Vittel
Nancy-Vosgi-Nancy
2ª tappa Rouen-Caen-Rouen
- 1939 (Ruche, una vittoria)

Nancy-Strasbourg
- 1941 (Ruche, una vittoria)

Tour de Dortmund
- 1942 (Ruche, una vittoria)

Grand Prix de Moselle
- 1943 (Ruche, due vittorie)

Grand Prix de la Sarre
3ª tappa Trois jours d'Esch
- 1945 (Individuale, una vittoria)

Grand Prix de Bonnevoie

### Pista
- 1947 (Individuale, due vittorie)

Campionati lussemburghesi, inseguimento
Campionati lussemburghesi, velocità

## Piazzamenti

### Grandi Giri
- Tour de France

1936: ritirato (13ª tappa, 2ª semitappa)
1937: ritirato (8ª tappa)
1938: 49º
1939: ritirato (6ª tappa, 2ª semitappa)

### Competizioni mondiali
- Campionati del mondo su strada[1]

Berna 1936 - In linea Professionisti: ritirato
Copenaghen 1937 - In linea Professionisti: 4º
Valkenburg 1938 - In linea Professionisti: ritirato
Zurigo 1946 - In linea Professionisti: ritirato
- Campionati del mondo su pista[1]

Parigi 1947 - Inseg. Professionisti: 13º